# Grdoselski potok
Grdoselski potok este o arie protejată (sit de importanță comunitară — SCI) din Croația întinsă pe o suprafață de 2,71 ha, integral pe uscat.

## Localizare
Centrul sitului Grdoselski potok este situat la coordonatele 45°17′31″N 13°57′18″E / 45.292°N 13.955°E.

## Înființare
Situl Grdoselski potok a fost declarat sit de importanță comunitară în iulie 2013 pentru a proteja 1 specie de animale.

## Biodiversitate
Situată în ecoregiunea mediteraneană, aria protejată nu include niciun habitat protejat.
La baza desemnării sitului se află o specie protejată de  nevertebrate: Austropotamobius pallipes.